# Kłębuszkowe białko epitelialne 1
Kłębuszkowe białko epitelialne 1 (ang. glomerular epithelial protein 1, GLEPP1) – jest integralnym białkiem błonowym o ciężarze 132 kDa, o właściwościach fosfatazy tyrozynowej. Białko to ma dużą część pozakomórkową, zawierającą m.in. domenę fibronektyny, hydrofobową domenę przezbłonową oraz fragment cytoplazmatyczny, odpowiadający fosfatazie tyrozynowej. Białko to jest umieszczone w szczytowej powierzchni wyrostków stopowatych podocytów. GLEPP1 jest zaangażowane w regulację struktury i funkcji wyrostków stopowatych przez udział w fosforylacji tyrozyny białek podocytów. Podobnie, jak w przypadku innych białek odpowiedzialnych za prawidłową strukturę podocytów (m.in. podokaliksyna, podoplanina, synaptopodyna i receptor składowej dopełniacza C3b), pojawienie się ekspresji GLEPP1 świadczy o końcowym zróżnicowaniu komórkowym podocytów.
Prawdopodobnie białko to oprócz podocytów występuje także w komórkach nerwowych mózgu.